# 1744 год в музыке

## События
- 27 марта — В лейпцигской Томаскирхе Иоганн Себастьян Бах исполняет свой пассион Markus-Passion (BWV 247) с некоторыми текстовыми изменениями и двумя новыми ариями.
- Итальянский певец-кастрат Джованни Карестини (итал. Giovanni Carestini) становится придворным певцом императрицы Марии-Терезии Австрийской.

## Классическая музыка
- Томас Арн — оратория «Смерть Авеля» (англ. The Death of Abel).
- Юхан Хельмик Руман — сюита «Музыка для королевской свадьбы» или «Дротнингхольмская музыка» (швед. Drottningholm Music).
- Франческо Мария Veracini (итал. Francesco Maria Veracini) — оратория «Ошибка Соломона» (итал. L'errore di Salomone).

## Опера
- Даниэле Даль Барба (итал. Daniele Dal Barba) — Il Tigrane.
- Кристоф Виллибальд Глюк — «Гипермнестра» (Ipermestra).
- Георг Фридрих Гендель — «Семела» (Semele).
- Джон Фредерик Лампе (англ. John Frederick Lampe) — «Принятый и возвращённый поцелуй» (англ. The Kiss Accepted and Returned).

## Родились
- Май (предположительно) — Марианна фон Мартинес (нем. Marianne von Martinez), австрийская певица, пианистка и композитор классического периода (умерла 13 декабря 1812).
- 3 мая — Фридрих Вильгельм Вайс (нем. Friedrich Wilhelm Weis), композитор.

Дата неизвестна —
- Гаэтано Брунетти (итал. Gaetano Brunetti), итальянский композитор, творивший в Испании при дворе королей Карла III и Карла IV (умер 16 декабря 1798).
- Шарль Ле Пик, знаменитый французский танцор и хореограф, ученик и последователь Ж.-Ж. Новерра, балетмейстер Королевского театра в Лондоне и императорской труппы в Санкт-Петербурге (умер в 1806).

## Умерли
- 14 января — Шарль-Юбер Жерве (фр. Charles-Hubert Gervais), французский композитор эпохи барокко (родился 19 февраля 1671).
- 20 января — Ричард Джонс (англ. Richard Jones), английский скрипач и композитор (дата и год рождения неизвестны).
- 15 февраля — Франтишек Вацлав Мича, чешский дирижёр и композитор (родился 5 сентября 1694).
- 22 марта — Георг Ленк (нем. Georg Lenck), немецкий музыкант и кантор (родился 7 ноября 1685).
- 26 апреля — Доменико Сарро (итал. Domenico Sarro), итальянский композитор (родился 24 декабря 1679).
- 9 мая — Клод Баллон, французский балетный артист и балетмейстер (родился приблизительно в 1671).
- 29 июня — Андре Кампра, французский композитор, генеральный инспектор Парижской оперы (родился 4 декабря 1660).
- 17 октября — Джузеппе Гварнери (итал. Bartolomeo Giuseppe Antonio Guarneri) по прозвищу Дель Джезу (итал. del Gesù), итальянский скрипичный мастер, внук знаменитого Андреа Гварнери, приобрёл наибольшую славу в семье Гварнери (родился 21 августа 1698).
- 31 октября — Леонардо Лео (итал. Leonardo Leo), итальянский барочный композитор (родился 5 августа 1694).

Дата неизвестна —
- Франческа Ванини-Боски (итал. Francesca Vanini-Boschi), итальянская оперная певица-контральто (дата и год рождения неизвестны).